# Kościół Zwiastowania Najświętszej Maryi Panny we Wronkach
Kościół Zwiastowania Najświętszej Maryi Panny we Wronkach – rzymskokatolicki kościół będący częścią klasztoru Franciszkanów we Wronkach. 
Obecna świątynia została wybudowana pod koniec XVII wieku według projektu Krzysztofa Bonadury Starszego dla zakonu dominikanów. Ufundowana została zapewne przez Jana Korzboka Łąckiego. W 1838 roku Prusacy zlikwidowali konwent. Specjalnie utworzony komitet obywatelski zebrał potrzebne fundusze, wykupił świątynię i klasztor, a następnie przekazał na własność ówczesnemu arcybiskupowi gnieźnieńsko-poznańskiemu Mieczysławowi Ledóchowskiemu. Ten w 1868 roku sprowadził do Wronek reformatów, zalecając im utworzenie w klasztorze domu rekolekcyjnego. Został przeprowadzony wówczas kapitalny remont świątyni i został wzniesiony nowy klasztor.
Kościół został zbudowany w stylu barokowym, jest budowlą jednonawową, wzniesionym na planie krzyża. Półkoliście zamknięte prezbiterium i ramiona transeptu nakryte są, tak samo jak nawa, sklepieniami kolebkowymi z lunetami; na skrzyżowaniu naw Jest umieszczone sklepienie kolebkowo-krzyżowe. Polichromia została wykonana w 1951 roku przez Mariana Schwartza z niedalekiego Obrzycka. Wyposażenie wnętrza jest nowe, zostało wykonane po II wojnie światowej. Do kościoła Jest dobudowany nieotynkowany budynek klasztorny.